# Rosa Agazzi
Rosa Agazzi   (Volongo, 26 de març de 1866 - Volongo, 9 de gener de 1951) va ser una pedagoga italiana. Juntament amb la seva germana Carolina van crear el mètode Agazzi que van presentar al Congrés Nacional de Pedagogia de Torí (1898) on també va participar Maria Montessori.
El 1896 van fundar una nova escola bressol a Mompiano. El model de la seva escola va tenir un gran èxit i va servir de model per al naixement de successives escoles sorgides amb el nom de germanes Agazzi.
El 1898 va publicar La lingua parlata i posteriorment va publicar diversos llibres sobre música: L'abbici del canto educativo (1908) i Bimbi, cantate (1911). Amb la seva germana, publicà altres obres com L'arte delle piccole mani (1929), Guida per le educatrici dell'infanzia (1932).
Després de la Primera Guerra Mundial van fer classes a professors de Trento, Bolzano i Venècia Júlia. El 1926 van deixar l'ensenyament en el moment en el qual van començar a estendre's les llars d'infants per Itàlia.